# Кабашев, Рахимжан Абылкасымович
Рахимжан Абылкасымович Кабашев (род. 17 ноября 1939) — академик, доктор технических наук, профессор, ректор КазАДИ им. Л. Б. Гончарова, крупнейшего ВУЗа в Республике Казахстан в области автомобильно-дорожного хозяйства.

## Биография
Родился в селе Володарское Акмолинской области.
Работал слесарем, механиком. В 1963 году окончил Томскую государственную архитектурно-строительную академию, инженер-механик.
В 1965 году поступил в аспирантуру МАДИ, которую окончил в 1968 году с защитой кандидатской диссертации. Работал руководителем группы конструкторов, участвовал в разработке и внедрении самоходного оборудования на шахтах Жезказганского горно-металлургического комбината им.К.И.Сатпаева.
Преподавал в КазНТУ им.К.Сатпаева (1969–1980), КазГАСА (1980-1990), ААДИ (1990-1996), КазАТК (с 1996 по настоящее время).
Доцент, декан Высшей инженерной школы (ЕНИТ) Республики Тунис.
Соавтор более 300 научных трудов, в их числе 14 монографий, учебников и учебные пособия для ВУЗов, которые широко применяются в учебном процессе при подготовке инженеров по специальностям «Подъемно-транспортные, строительные и дорожные машины», «Механизация и автоматизация строительства». Большая часть научных работ посвящена проблемам в области машиностроения, входящих в целевые комплексные научно-технические программы «Новые строительные и дорожные машины».
Соавтор 25 изобретений.
Награды:
- Медаль «Ветеран труда»
- Медаль «За заслуги в развитии науки Республики Казахстан»
- Почетный знак «Отличник образования Республики Казахстан»
- Заслуженный деятель Казахстана
- Орден Парасат